# Ischnocampa styx
Ischnocampa styx är en fjärilsart som beskrevs av Jones 1914. Ischnocampa styx ingår i släktet Ischnocampa och familjen björnspinnare. Inga underarter finns listade i Catalogue of Life.